# Badalona Pompeu Fabra
Badalona Pompeu Fabra – stacja metra w Barcelonie, na linii 1 i linii 2, w Badalonie.